# Akkompagnement
Akkompagnement eller musikledsagelse vil som regel betyde musik, der spilles sammen med en anden kunstart, eksempelvis oplæsning eller dans. Det kan også betyde instrumental ledsagelse til sang.
En mand, der yder musikledsagelse, kaldes en akkompagnatør, mens en kvinde er en akkompagnatrice.